# Fadogia audruana
Fadogia audruana är en måreväxtart som beskrevs av M.Fay, J.-p.Lebrun och Adélaïde Louise Stork. Fadogia audruana ingår i släktet Fadogia och familjen måreväxter. Inga underarter finns listade i Catalogue of Life.